# Kinderfest
Als Kinderfest bezeichnet man festliche Veranstaltungen, welche speziell für Kinder gehalten werden. Hierunter sind historische und auch neue moderne Veranstaltungen für Kinder zu verstehen. Das seit 1828 stattfindende Barther Kinderfest in Mecklenburg-Vorpommern gilt als das älteste Kinderfest seiner Art.

## Historische Kinderfeste
Deutschland
- Barther Kinderfest in Vorpommern
- Gregoriusfest
- Bächtlefest Bad Saulgau
- Kinderzeche Dinkelsbühl
- Kinderfest Giengen an der Brenz
- Historisches Kinderfest Isny im Allgäu
- Göppinger Maientag
- Tänzelfest Kaufbeuren
- Ruethenfest Landsberg am Lech
- Lindauer Kinderfest
- Malchower Kinderfest
- Memminger Kinderfest
- Stabenfest Nördlingen
- Kinderfest Ossig
- Rutenfest Ravensburg
- Kinder- und Heimatfest Wangen im Allgäu
- Welfenfest Weingarten (Württemberg)

Schweiz
- Eis-zwei-Geissebei in Rapperswil
- St. Galler Kinderfest
- Zofinger Kinderfest

Arabische Golfregion
- Garangao

## Moderne Kinderfeste
- Kindertag
- Kinder- und Heimatfest Laupheim
- Kinder- und Heimatfest Neckartailfingen
- Schulsturm Ulm
- Knabenschiessen Zürich
- Steckenpferdreiten Osnabrück